# 1574 Meyer
1574 Meyer este un asteroid din centura principală de asteroizi.

## Descriere
1574 Meyer este un asteroid din centura principală de asteroizi. A fost descoperit pe 22 martie 1949 la Alger de Louis Boyer (astronom). El prezintă o orbită caracterizată de o semiaxă mare de 3,54 ua, o excentricitate de 0,04 și o înclinație de 14,5° în raport cu ecliptica.